# Jakkit Palapon
Jakkit Palapon (thailändisch จักรกริช พาละพล, * 1. Juli 1999 in Yasothon), auch als Geo bekannt, ist ein thailändischer Fußballspieler.

## Karriere
Jakkit Palapon steht seit mindestens 2018 beim Ranong United FC unter Vertrag. Der Verein aus Ranong spielte in der dritten Liga, der Thai League 3, in der Lower Region. 2019 wurde er mit dem Verein Vizemeister und stieg somit in die zweite Liga auf. Sein Debüt in der zweiten Liga, der Thai League 2, gab er am ersten Spieltag (15. Februar 2020) im Spiel gegen den Sisaket FC. Im Mai 2021 wechselte er nach Khon Kaen zum Erstligaaufsteiger Khon Kaen United FC. Am Ende der Saison 2024/25 wurde er mit Khon Kaen Tabellenletzter und musste somit in die zweite Liga absteigen. Nach vier Spielzeiten, in denen er 95 Ligaspiele bestritt, wurde sein Vertrag im Sommer 2025 nicht verlängert. Im Juli 2025 nahm ihn der Zweitligist Mahasarakham SBT FC unter Vertrag.

## Erfolge
Ranong United FC
- Thai League 3 – Lower Region: 2019 (Vizemeister)  ▲